# Nodulisporium cylindroconium
Nodulisporium cylindroconium är en svampart som beskrevs av de Hoog 1973. Nodulisporium cylindroconium ingår i släktet Nodulisporium och familjen kolkärnsvampar.   Inga underarter finns listade i Catalogue of Life.